# AZS Białystok
Le AZS Białystok est un club féminin de volley-ball polonais fondé en 1998 et basé à Białystok, évoluant pour la saison 2012-2013 en Liga Siatkówki Kobiet.

## Effectifs

### Saison 2012-2013
Entraîneur : Czesław Tobolski  Pologne